# Ring Freiheitlicher Studenten
Der Ring Freiheitlicher Studenten (RFS) ist die FPÖ-nahe Studentenorganisation an den österreichischen Hochschulen und Klub in der Österreichischen Hochschülerinnen- und Hochschülerschaft (ÖH). Bei den ÖH-Wahlen 2023 konnte der RFS 2,84 Prozent der Stimmen erringen und ist somit weiterhin mit einem Mandat in der Bundesvertretung der Österreichischen Hochschülerschaft vertreten. Aktueller Bundesvorsitzender ist Wolfgang Gaiswinkler.

## Geschichte
Der Ring Freiheitlicher Studenten wurde am 26. Mai 1952 gegründet; erster Bundesvorsitzender war Norbert Burger. Er ist eine Vorfeldorganisation der 1955 aus dem Verband der Unabhängigen hervorgegangenen Freiheitlichen Partei Österreichs (FPÖ), ist aber keine Teilorganisation. Ebenfalls in einem Naheverhältnis steht der RFS zu Burschenschaften in der Tradition der Deutschnationalen Bewegung Österreichs. Zu beiden Organisationen gibt es zahlreiche personelle Überschneidungen. Aufgrund des großen Einflusses des Deutschnationalismus und des Rechtsextremismus auf akademischem Boden war der RFS in den 1950ern und 1960er Jahren die zweitstärkste Fraktion. Zu dieser Zeit waren viele Rechtsextremisten im RFS, darunter Norbert Burger, der neben anderen RFS-Mitgliedern am Südtirolterror teilnahm. Ebenfalls durch eine Gewalttat wurde das RFS-Mitglied Günther Kümel bekannt: Am 31. März 1965 fand eine Demonstration von Studenten, ehemaligen Widerstandskämpfern und Gewerkschaften gegen den antisemitischen Universitätsprofessor Taras Borodajkewycz statt. Vom RFS und einigen Burschenschaften wurde eine Gegenkundgebung veranstaltet, deren Teilnehmer unter „Proleten raus!“-, „Juden raus!“- und „Hoch Auschwitz!“-Rufen die Demonstration überfielen. Dabei schlug der damals 24-jährige Amateurboxer Kümel den 67-jährigen Demonstranten Ernst Kirchweger nieder und brach ihm dabei den Kiefer. Kirchweger starb zwei Tage später, ohne das Bewusstsein wiedererlangt zu haben. Kümel, der bereits früher wegen Hakenkreuzschmierereien und unter anderem zusammen mit Gerd Honsik verübten Anschlägen auf die italienische Botschaft und das Parlament in Wien verurteilt worden war, wurde dafür wegen Notwehrüberschreitung zu zehn Monaten Haft verurteilt.
Von seinem ersten Antreten bei den ÖH-Wahlen blieb der RFS bis 1974 die zweitstärkste Fraktion im Zentralausschuss. Im Zuge des Demokratisierungsprozesses im Rahmen der 68er-Bewegung und der Öffnung der Universitäten aufgrund der Einführung des (gebühren-)freien Hochschulzuganges 1972 verlor der RFS an Bedeutung. Der Rückgang des Stimmenanteils bei den ÖH-Wahlen von über 30 % in den 1950er- und 60er-Jahren auf 7 % 1979 und unter 5 % 1997 wird vom DÖW als Zeichen für den allgemeinen Bedeutungsverlust des Rechtsextremismus in Österreich und speziell an den Universitäten gewertet. In den Studentenvertretungen an den juristischen Fakultäten, die schon in der Ersten Republik Hochburgen der NSDAP waren, blieb der RFS noch länger stark.
Die engen Kontakte zum Rechtsextremismus blieben auch in den 1970ern aufrecht. So stellten die Nationaldemokratische Partei, der Bund Nationaldemokratischer Studenten, die vom RFS-Aktivisten Bruno Haas gegründete Aktion Neue Rechte und der schon damals verbotene Nationalistische Bund Nordland den Saalschutz bei RFS-Veranstaltungen.
1983 versuchte die FPÖ unter ihrem Parteiobmann Norbert Steger eine eigene Studentenorganisation an den Universitäten zu etablieren. Der Liberale Studentenverband schwächte in Folge den RFS, so dass er 1985 nicht zur ÖH-Wahl antreten konnte. 1987 konnte der RFS wieder mit 2 % in den Zentralausschuss einziehen. 1989 wurde als Alternative zum RFS die Freiheitliche Studenten Initiative (FSI) gegründet, die vor allem von Burschenschaftern als Schöpfung der liberalen Heide Schmidt betrachtet wurde. Bis Mitte der 1990er-Jahre bauten sie aber die Position der Korporierten innerhalb der FSI wieder aus; wichtige Positionen wurden mit Burschenschaftern besetzt. Schiedel und Zellhofer schreiben, dass sich die FSI an neurechter Weltanschauung orientierte. In der FSI-nahen Zeitschrift Identität erschienen 1992 Berichte, die als „erste[s] ernstzunehmende[s] Lebenszeichen der Anti-Antifa-Kampagne in Österreich“ bewertet wurden.
Die Wahlergebnisse der FSI blieben im niedrigen einstelligen Bereich. Martin Hobek, späterer FPÖ-Bezirksrat und Landtagsabgeordneter in Wien, nahm 1994 die uneindeutige Haltung der FSI zum damals bevorstehenden EU-Beitritt Österreichs zum Anlass, um den Ring freiheitlicher Studenten, den RFS, neu zu gründen. 1995 traten die FSI, der RFS und die Liste Leobner Studenten gemeinsam unter dem Namen Liste Freiheitlicher Studenten zur Hochschülerschaftswahl an; Spitzenkandidaten war Alwine Schachinger von der Mädelschaft Freya. Die Freiheitlichen Studenten erreichten 3,9 % der Stimmen. Als Konsequenz aus dem enttäuschenden Ergebnis fusionierte die FSI mit dem RFS, der damit seit 1995 wieder die alleinige freiheitliche Studierendenvertretung darstellt. Zur ideologischen Ausrichtung nach den liberalen Phasen meint Wolfgang Neugebauer, der RFS habe sich „stärker als durch jede programmatische Äußerung […] mit einer rassistisch-ausländerfeindlichen Karikatur im ‚Stürmer‘-Stil in seinem Organ ‚Der Ring‘ 1996 positioniert.“
Bei der ÖH-Wahl 2009 konnte der RFS sein Wahlergebnis auf niedrigem Niveau erneut leicht verbessern und erreichte bundesweit 1685 Stimmen (2,92 Prozent, durch das 2005 geänderte Wahlrecht aber nur bedingt vergleichbar) und damit ein Listenverbandsmandat in der ÖH-Bundesvertretung.
Bei den ÖH-Wahlen 2015 konnte der RFS ihr Ergebnis trotz des geänderten Wahlrechtes leicht verbessern und in der auf 55 Mandate geschrumpften ÖH-Bundesvertretung erneut ein Mandat besetzen.
Bei den ÖH-Wahlen 2017 konnte der RFS ihr Ergebnis wieder leicht verbessern und kam diesmal auf 3,05 %, blieb jedoch bei einem Mandat.
Bei den ÖH-Wahlen 2019 fiel der RFS auf 1,99 Prozent der Stimmen.

## Programm
Der Ring Freiheitlicher Studenten sieht sich als in der Tradition des Dritten Lagers in Österreich stehend. Er tritt für eine serviceorientierte ÖH mit einer auf die Studentenschaft fokussierten Hochschulpolitik ein.
Eine der Hauptforderungen des RFS ist eine Beendigung der „ÖH-Zwangsmitgliedschaft“. Die Mitgliedschaft sollte auf Freiwilligkeit beruhen und die Hochschülerschaft als freie Interessenvertretung unter Wahrung der studentischen Mitspracherechte in den universitären Gremien organisiert sein, in deren Rahmen allen Mitgliedern dieselben Rechte zustehen sollen.
Der RFS fordert die Ausweitung der Vereinbarkeit von Beruf und Studium. Um dies zu erreichen, sei es laut RFS notwendig, die „Verschulung der Studienpläne zu stoppen“. Das Angebot von Blockveranstaltungen müsse ausgeweitet, der Zugang zu diesen Lehrveranstaltungen den Berufstätigen ermöglicht werden. Bei Vorlesungen sollen in einem ersten Schritt alle prüfungsrelevanten Unterlagen digital zur Verfügung gestellt werden. Langfristig sollen alle Lehrveranstaltungen verpflichtend als Podcast hochgeladen werden. Weiters fordert der RFS Prüfungstermine in der vorlesungsfreien Zeit.
Der RFS sieht die ÖH als Unterstützer und Beratungsstelle für Studenten. Der RFS spricht sich gegen ein übermäßig gesellschaftspolitisches Engagement der ÖH zu „universitätsfremden Themen“ aus.
In der Vergangenheit kritisierte der RFS das Allgemeine Politische Mandat der ÖH, das aus seiner Sicht oft missbräuchlich verwendet wurde.

## Bekannte RFS-Mitglieder
Bekannte Personen, die in ihrer Studienzeit dem RFS angehörten oder als Funktionäre für diesen tätig waren oder sind:
- Jörg Haider, Politiker (FPÖ/BZÖ)
- Walter Rosenkranz, Nationalratsabgeordneter (FPÖ)
- Friedhelm Frischenschlager, Verteidigungsminister a. D. (FPÖ/LIF)[21]
- Harald Stefan, Nationalratsabgeordneter (FPÖ)[22]
- Martin Graf, Politiker (FPÖ)
- Heide Schmidt, Politikerin (FPÖ/LIF)[23]
- Herbert Haupt, Vizekanzler a.D (FPÖ/BZÖ)
- Norbert Steger, Vizekanzler a.D (FPÖ)
- Helmut Krünes, Verteidigungsminister a. D. (FPÖ)[24]
- Holger Bauer, Staatssekretär a. D. (FPÖ)
- Dieter Böhmdorfer, Justizminister a. D. (FPÖ)
- Susanne Riess, Vizekanzlerin a. D. (FPÖ)
- Johann Herzog, 2. Landtagspräsident von Wien (FPÖ)
- Philipp Schrangl, Nationalratsabgeordneter (FPÖ)
- Gudrun Kofler, Landtagsabgeordnete (FPÖ), RFS-Bundesobfrau von 2022 bis 2024[25]

## Landesgruppen

### Wien
Der Ring Freiheitlicher Studenten Wien (RFS Wien) ist die Wiener Landesgruppe der freiheitlichen Studentenorganisation in Österreich. Der RFS Wien ist als Verein unter der ZVR-Zahl 262728189 in der Florianigasse 16/8 im achten Wiener Stadtbezirk registriert.

#### Wahlen zur Österreichischen Hochschülerschaft (ÖH) 2019
Aktuell stellt der RFS Wien keine Mandatare an den Hochschulvertretungen der Wiener Hochschulen. Zu den ÖH-Wahlen 2019 trat der RFS an mehreren Instituten und Fakultäten an den Wiener Universitäten an und konnte unter anderem an der Universität Wien 1,7 %, an der Technischen Universität Wien (TU Wien) 1,2 % und an der Wirtschaftsuniversität Wien (WU Wien) 0,8 % für die Wahl zu den jeweiligen Hochschulvertretungen erreichen.